# Чен Їлі
Чен Їлі (кит.: 陈一乐 Chen Yile, нар. 5 січня 2001, Цзянсі, Китай) — китайська гімнастка. Призерка чемпіонату світу в команді, переможниця Азійських ігор.

## Спортивна кар'єра
Спортивною гімнастикою займається з восьми років. Була вражена виступом на Олімпійських іграх 2008 у Пекіні, Китай, китайської спортивної гімнастки та олімпійської чемпіонки Ян Ілінь. На Олімпійському каналі стала однією з трьох героїнь документального серіалу «All Around» про підготовку до Олімпійських ігор 2020 у Токіо разом з американкою Морган Гьорд та росіянкою Ангеліною Мельниковою.

#### 2018
На Азійських іграх в Джакарті, Індонезія, здобула перемогу у командних змаганнях, багатоборстві та вправі на колоді.
На чемпіонаті світу в Досі, Катар, в командних змаганнях посіла третє місце, що дало змогу здобути командну олімпійську ліцензію на Олімпійські ігри 2020 у Токіо, Японія. В багатоборстві була сьомою.

#### 2019
Через травму гомілки та зап'ястя змушена була пропустити чемпіонат Китаю у травні.
На чемпіонаті світу в Штутгарті, Німеччина, в командних змаганнях посіла четверте місце. В фінали окремих видів не кваліфікувалась.

## Результати на турнірах
| Рік  | Змагання        | КБ | ІБ | Опорний стрибок | Різновисокі бруси | Колода | Вільні вправи |
| ---- | --------------- | -- | -- | --------------- | ----------------- | ------ | ------------- |
| 2018 | Азійські ігри   | 1  | 1  |                 |                   | 1      | 5             |
| 2018 | Чемпіонат світу | 3  | 7  |                 |                   |        |               |
| 2019 | Чемпіонат світу | 4  |    |                 |                   |        |               |
| 2020 | Чемпіонат Китаю | 1  |    |                 |                   |        |               |